# Liste des participantes au WNBA All-Star Game

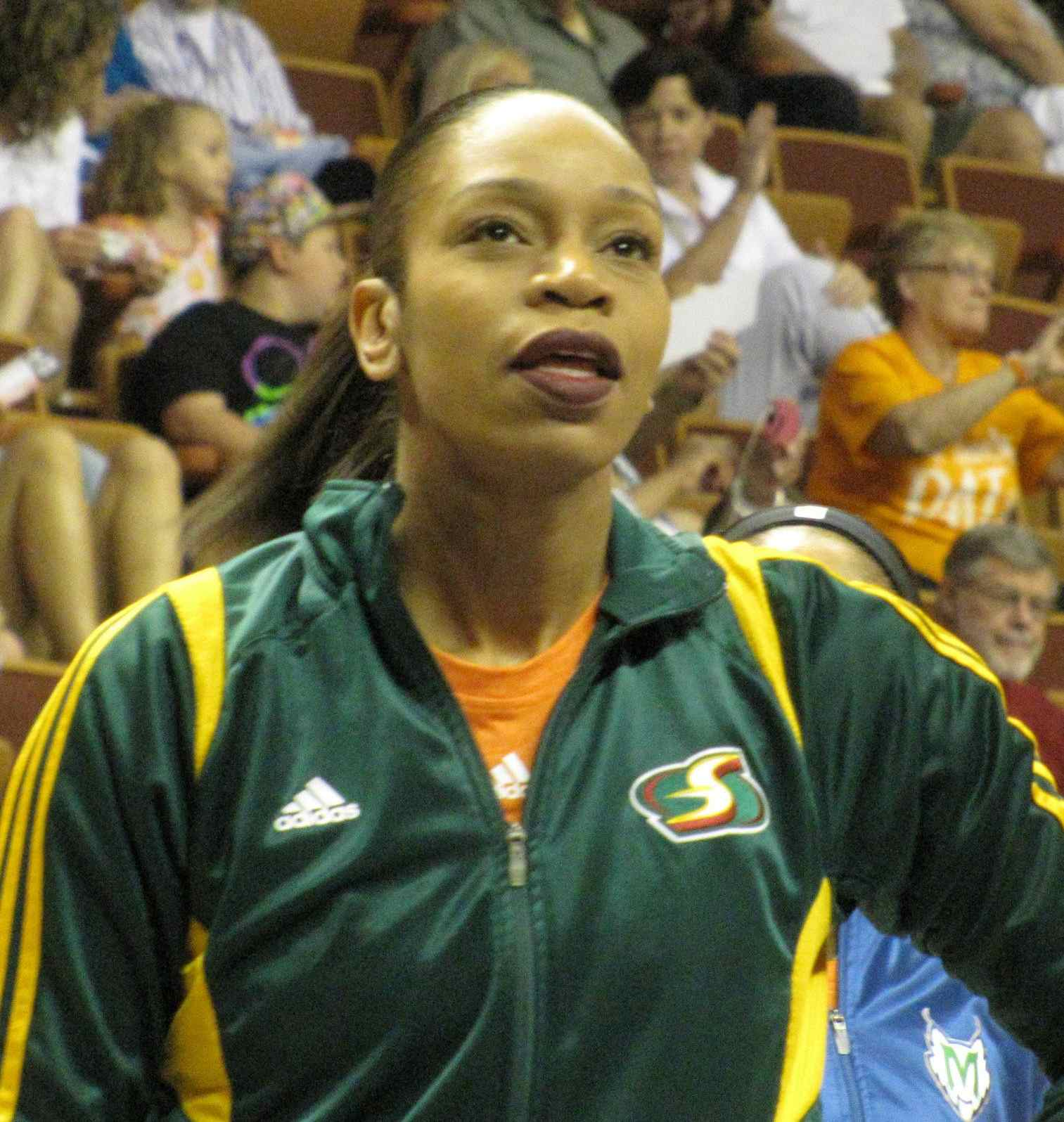
Tina Thompson à son 9e All-Star Game.

La Liste des participantes au WNBA All-Star Game recense les joueuses participant au WNBA All-Star Game, qui est la rencontre d'exhibition annuelle de la WNBA.
Sont listées les joueuses qui sont sélectionnées pour le All-Star Game WNBA au moins une fois lors de leur carrière. Le nombre inscrit est le nombre de sélections de la joueuse et non forcément le nombre de matches joués, les blessées étant alors remplacées. De même le nombre de sélections dans le cinq de départ indique le nombre de fois où la joueuse est désignée par le vote du public pour jouer ce rôle.
En 2004 se déroule une rencontre dite The Game at Radio City entre une sélection de All-Stars WNBA et la sélection américaine pour les Jeux Olympiques 2004. En 2010, une rencontre dite The Stars at the Sun se déroule sur le même format, dans le cadre de la préparation au championnat du monde 2010. Ces deux rencontres ne sont pas considérées comme un All-Star Game et ne comptent pas pour le nombre de sélections ci-dessous. Le All-Star Game n'est pas organisé les années olympiques (2004, 2008, 2012, 2016, 2020).
En 2013, pour sa dernière saison WNBA, Tina Thompson établit un record avec neuf sélections pour le All-Star Game afin de remplacer Brittney Griner, blessée. Lors de la rencontre 2015, Tamika Catchings dépasse ce nombre de sélections avec dix invitations, chiffre égalé en 2017 par Sue Bird. En 2018, Sue Bird est retenue pour la 11e fois pour un All-Star WNBA surpassant ainsi Tamika Catchings alors qu'avec sa neuvième sélection Diana Taurasi égale Tina Thompson. 
Lisa Leslie est la première triple MVP des All-Star Games (1999, 2001, 2002), rejointe avec trois titres aussi par Maya Moore (2015, 2017, 2018).
L'édition 2014 voit s'opposer pour la première fois deux sœurs, Nneka et Chiney Ogwumike.
En 2015 Cappie Pondexter devient la seconde joueuse, avec Tina Thompson, à avoir été sélectionnée All-Star sous trois maillots différents (Mercury, Liberty et Sky). Candice Dupree l'est également en 2017.
Lors du All-Star Game 2019, Erica Wheeler est élue meilleure joueuse de la rencontre, alors que son nom avait été omis de la draft WNBA 2013. Elle est la cinquième joueuse non draftée à participer à un All-Star Game et la seule d'entre elles à remporter la trophée de MVP.